# 徳島県道20号石井神山線
徳島県道20号石井神山線（とくしまけんどう20ごう いしいかみやません）は、徳島県名西郡石井町と神山町を結ぶ県道（主要地方道）である。

## 概要

### 路線データ
- 起点：徳島県名西郡石井町（国道192号交点）
- 終点：徳島県名西郡神山町（国道438号交点）
- 長さ：17.637 km（平成29年徳島県道路現況調書）

## 歴史
- 1920年（大正9年） - 童学寺トンネル完成[要出典]
- 1920年 - 徳島県道川井石井線として認定 [要出典]
- 1954年（昭和29年） - 主要地方道徳島剣山線を認定。
- 1959年（昭和34年） - 川井石井線の残部で一般県道石井神山線を認定。
- 1972年（昭和47年）3月10日 - 徳島県道の再編により徳島県道20号 石井神山線として認定。
- 1980年 - 阿川トンネル完成[要出典]
- 1993年（平成5年）5月11日 - 建設省から、県道石井神山線が石井神山線として主要地方道に指定される[1]。
- 2001年3月24日 - 新童学寺トンネル完成[要出典]
- 2004年3月 - 新トンネル完成に伴い旧童学寺トンネルを閉鎖[要出典]

## 路線状況

### 重複区間
- 徳島県道123号神山国府線（名西郡神山町阿野歯ノ辻 地内）

### トンネル
- 新童学寺トンネル (641m)
- 阿川トンネル (159m)

## 地理

### 通過する自治体
- 名西郡
  - 石井町
  - 神山町

### 交差する道路

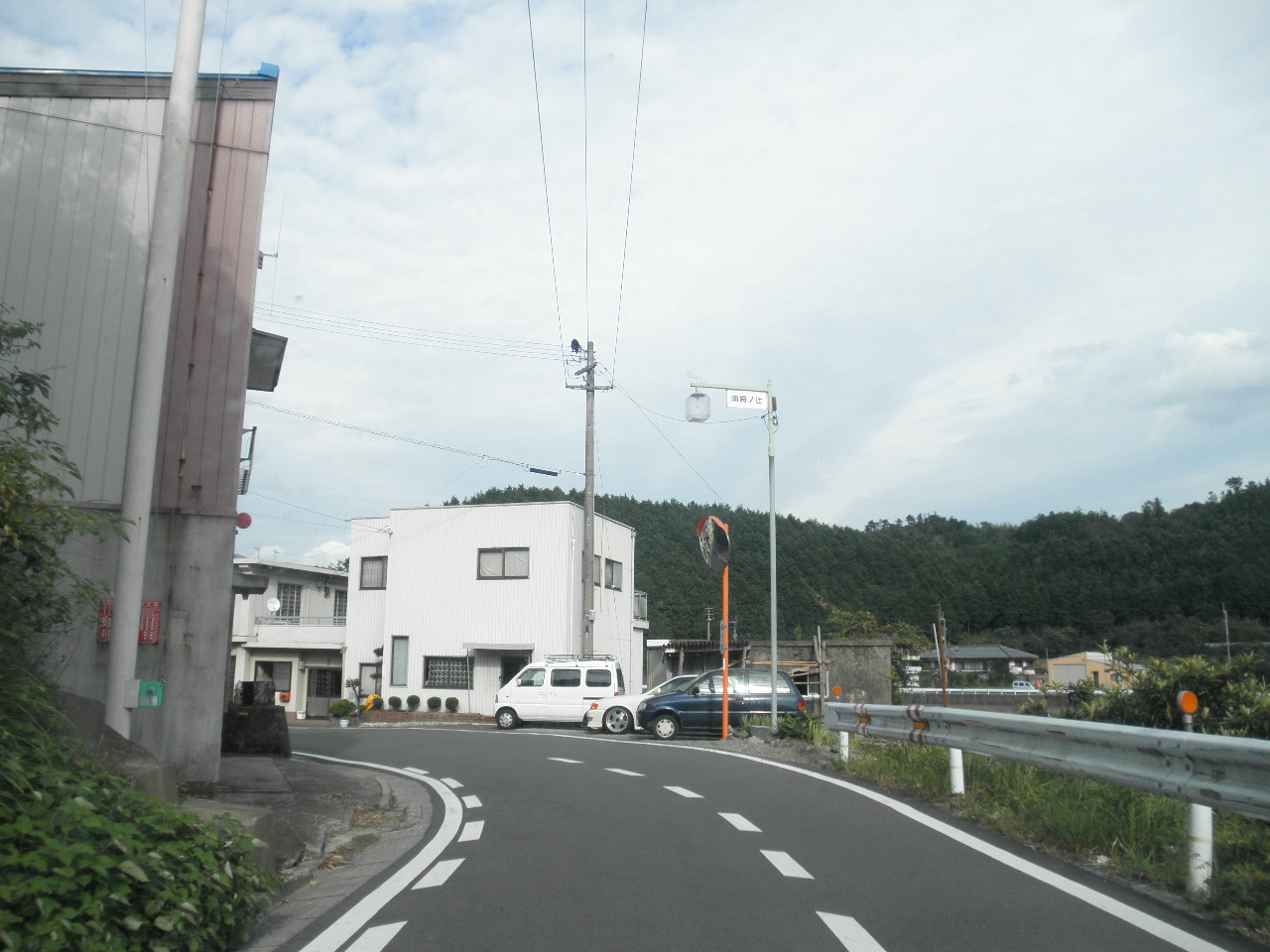
石井町と神山町の境目付近
名西郡神山町阿野字歯ノ辻で撮影

- 国道192号（国道318号重複）（名西郡石井町石井、起点）
- 徳島県道123号神山国府線（名西郡神山町阿野歯ノ辻）
- 徳島県道123号神山国府線（名西郡神山町阿野歯ノ辻）
- 徳島県道123号神山国府線（名西郡神山町阿野）
- 徳島県道31号鴨島神山線（名西郡神山町阿野）
- 国道438号（国道439号重複）（名西郡神山町神領、終点）

## ギャラリー

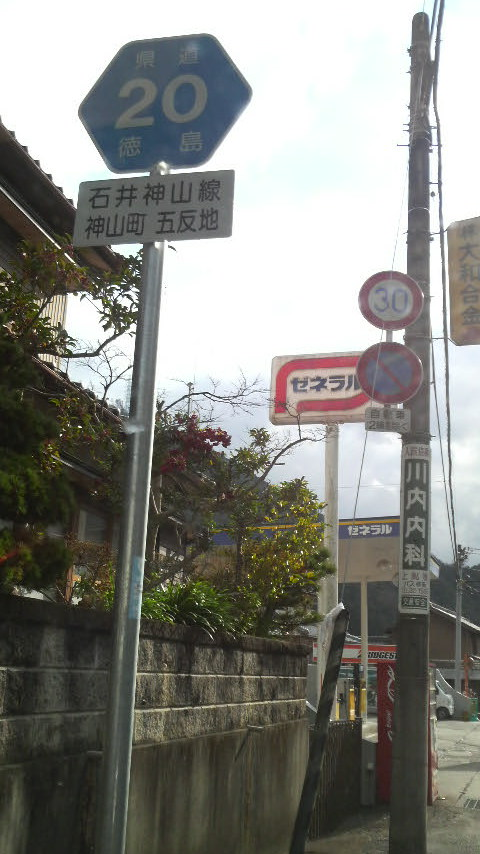
県道標識（名西郡神山町阿野字五反地）